# 2010-es férfi vízilabda-Európa-bajnokság
A 2010-es férfi vízilabda-Európa-bajnokság a 29. volt a férfi Európa-bajnokságok történetében. A tornát Horvátország rendezték Zágrábban, 2010. augusztus 29. – szeptember 11. között.
Az Európa-bajnokság helyszínéről 2008. március 23-án döntött az Európai Úszószövetség (LEN) a hollandiai Eindhovenben. A rendezésre Debrecen és a romániai Nagyvárad közösen is pályázott, végül a horvát Zágráb pályázata nyert 9–6 arányban.
A címvédő a montenegrói vízilabda-válogatott volt. A tornát a horvát csapat nyerte, amelynek ez volt az első Eb-címe.
A magyar válogatott a csoportját megnyerve közvetlenül az elődöntőbe került. A csoportmérkőzések során Szerbia ellen is győzött a válogatott, 6 év óta először. Utoljára a 2004-es athéni olimpia döntőjében nyert a magyar csapat. A válogatott az elődöntőben az olasz csapattól vereséget szenvedett. A bronzéremért ismét a szerbekkel játszottak, de ezúttal kikaptak, így a magyar válogatott a negyedik helyen végzett.

## Selejtezők
A 2008-as Európa-bajnokság első hat helyezettje automatikusan kijutott, 12 csapat pedig selejtezőt vívott a maradék hat helyért.
| Színmagyarázat                                                  |
| --------------------------------------------------------------- |
| A csoportok első két helyezettje kijutott az Európa-bajnokságra |
| A csoportok harmadik és negyedik helyezettje kiesett            |

### A csoport
A mérkőzéseket Isztambulban, Törökországban játszották.
| Csapat        | M | Gy | D | V | G+ | G– | Gk  | P |
| ------------- | - | -- | - | - | -- | -- | --- | - |
| Spanyolország | 3 | 3  | 0 | 0 | 48 | 11 | +37 | 9 |
| Törökország   | 3 | 2  | 0 | 1 | 22 | 23 | –1  | 6 |
| Szlovákia     | 3 | 1  | 0 | 2 | 29 | 20 | +9  | 3 |
| Málta         | 3 | 0  | 0 | 3 | 12 | 57 | –45 | 0 |

| 2010. április 30. | Málta                | 2–26 | Spanyolország |  |
| 2010. április 30. | (1–7, 0–7, 1–5, 0–7) |      |               |  |
| 2010. április 30. |                      |      |               |  |

| 2010. április 30. | Törökország          | 6–5 | Szlovákia |  |
| 2010. április 30. | (2–0, 1–3, 2–1, 1–1) |     |           |  |
| 2010. április 30. |                      |     |           |  |

| 2010. május 1. | Törökország          | 12–5 | Málta |  |
| 2010. május 1. | (3–0, 2–1, 5–1, 2–3) |      |       |  |
| 2010. május 1. |                      |      |       |  |

| 2010. május 1. | Spanyolország        | 9–5 | Szlovákia |  |
| 2010. május 1. | (2–2, 3–1, 2–1, 2–1) |     |           |  |
| 2010. május 1. |                      |     |           |  |

| 2010. május 2. | Szlovákia            | 19–5 | Málta |  |
| 2010. május 2. | (5–1, 5–2, 7–1, 2–1) |      |       |  |
| 2010. május 2. |                      |      |       |  |

| 2010. május 2. | Spanyolország        | 4–13 | Törökország |  |
| 2010. május 2. | (2–3, 0–3, 1–4, 1–3) |      |             |  |
| 2010. május 2. |                      |      |             |  |

### B csoport
A mérkőzéseket Vóloszban, Görögországban játszották.
| Csapat        | M | Gy | D | V | G+ | G– | Gk  | P |
| ------------- | - | -- | - | - | -- | -- | --- | - |
| Görögország   | 3 | 3  | 0 | 0 | 35 | 17 | +18 | 9 |
| Macedónia     | 3 | 2  | 0 | 1 | 21 | 23 | –2  | 6 |
| Franciaország | 3 | 1  | 0 | 2 | 27 | 29 | –2  | 3 |
| Szlovénia     | 3 | 0  | 0 | 3 | 15 | 29 | –14 | 0 |

| 2010. április 30. | Szlovénia            | 6–12 | Franciaország |  |
| 2010. április 30. | (1–3, 1–3, 1–3, 3–3) |      |               |  |
| 2010. április 30. |                      |      |               |  |

| 2010. április 30. | Görögország          | 11–5 | Macedónia |  |
| 2010. április 30. | (5–1, 2–2, 1–1, 3–1) |      |           |  |
| 2010. április 30. |                      |      |           |  |

| 2010. május 1. | Franciaország        | 8–9 | Macedónia |  |
| 2010. május 1. | (2–0, 1–3, 2–2, 3–4) |     |           |  |
| 2010. május 1. |                      |     |           |  |

| 2010. május 1. | Görögország          | 10–5 | Szlovénia |  |
| 2010. május 1. | (2–2, 2–0, 3–1, 3–2) |      |           |  |
| 2010. május 1. |                      |      |           |  |

| 2010. május 2. | Macedónia            | 7–4 | Szlovénia |  |
| 2010. május 2. | (3–1, 1–0, 2–1, 1–2) |     |           |  |
| 2010. május 2. |                      |     |           |  |

| 2010. május 2. | Görögország          | 14–7 | Franciaország |  |
| 2010. május 2. | (4–1, 3–0, 3–3, 4–3) |      |               |  |
| 2010. május 2. |                      |      |               |  |

### C csoport
A mérkőzéseket Nagyváradon, Romániában játszották.
| Csapat         | M | Gy | D | V | G+ | G– | Gk  | P |
| -------------- | - | -- | - | - | -- | -- | --- | - |
| Románia        | 3 | 3  | 0 | 0 | 42 | 21 | +21 | 9 |
| Oroszország    | 3 | 2  | 0 | 1 | 32 | 25 | +7  | 6 |
| Hollandia      | 3 | 1  | 0 | 2 | 22 | 30 | –8  | 3 |
| Nagy-Britannia | 3 | 0  | 0 | 3 | 16 | 36 | –20 | 0 |

| 2010. április 30. | Románia              | 17–5 | Nagy-Britannia |  |
| 2010. április 30. | (7–1, 2–1, 6–1, 2–2) |      |                |  |
| 2010. április 30. |                      |      |                |  |

| 2010. április 30. | Hollandia            | 6–11 | Oroszország |  |
| 2010. április 30. | (1–2, 3–2, 2–5, 2–2) |      |             |  |
| 2010. április 30. |                      |      |             |  |

| 2010. május 1. | Románia              | 13–6 | Hollandia |  |
| 2010. május 1. | (3–3, 1–1, 6–0, 3–2) |      |           |  |
| 2010. május 1. |                      |      |           |  |

| 2010. május 1. | Nagy-Britannia       | 5–11 | Oroszország |  |
| 2010. május 1. | (0–3, 3–3, 1–2, 1–3) |      |             |  |
| 2010. május 1. |                      |      |             |  |

| 2010. május 2. | Románia              | 12–10 | Oroszország |  |
| 2010. május 2. | (4–1, 1–3, 4–2, 3–4) |       |             |  |
| 2010. május 2. |                      |       |             |  |

| 2010. május 2. | Hollandia            | 8–6 | Nagy-Britannia |  |
| 2010. május 2. | (4–2, 2–3, 1–1, 1–0) |     |                |  |
| 2010. május 2. |                      |     |                |  |

## Európa-bajnokság

### Sorsolás
Az Európa-bajnokság csoportbeosztását 2010. május 21-én Zágrábban sorsolták. A 12 csapatot 5 kalapban helyezték el. Az első három kalapból mindkét csoportba 1–1 csapat került. A 4. kalap harmadikként kisorsolt csapatánál kisorsolták, hogy melyik csoportba kerüljön. Az 5. kalapban utolsóként megmaradt csapat ennek az ellenkező csoportjába került. Magyarország a 2008-as Európa-bajnokságon elért harmadik helye miatt a 2. kalapba került.
| 1. kalap (a 2008-as Eb első két helyezettje) | 2. kalap (a 2008-as Eb 3. és 4. helyezettje) | 3. kalap (a 2008-as Eb 5. és 6. helyezettje) | 4. kalap (a selejtezőcsoportok győztesei) | 5. kalap (a selejtezőcsoportok 2. helyezettjei) |
| -------------------------------------------- | -------------------------------------------- | -------------------------------------------- | ----------------------------------------- | ----------------------------------------------- |
| Montenegró                                   | Magyarország                                 | Olaszország                                  | Spanyolország                             | Törökország                                     |
| Szerbia                                      | Horvátország                                 | Németország                                  | Görögország                               | Macedónia                                       |
|                                              |                                              |                                              | Románia                                   | Oroszország                                     |

### Lebonyolítás
A tornán 12 ország válogatottja vett részt. A csapatokat 2 darab 6 csapatból álló csoportokba sorsolták. A csoporton belül körmérkőzések döntötték el a csoportok végeredményét. A csoportmérkőzések után az első helyezettek közvetlenül az elődöntőbe kerültek. A második és a harmadik helyezetteknek még egy mérkőzést kellett játszaniuk az elődöntőbe jutásért.

### Csoportkör
| Színmagyarázat                                                                                  |
| ----------------------------------------------------------------------------------------------- |
| A csoportok első helyezettjei bejutnak az elődöntőbe.                                           |
| A csoportok második és harmadik helyezettjei a 4 közé jutásért egy további mérkőzést játszanak. |
| A csoportok negyedik helyezettjei a 7–10. helyért játszhatnak.                                  |
| A csoportok ötödik és hatodik helyezettjei a 10 közé jutásért egy további mérkőzést játszanak.  |

Minden időpont közép-európai nyári idő szerint van feltüntetve.

#### A csoport
| Csapat        | M | Gy | D | V | G+ | G– | Gk  | P  |
| ------------- | - | -- | - | - | -- | -- | --- | -- |
| Horvátország  | 5 | 4  | 0 | 1 | 54 | 32 | +22 | 12 |
| Olaszország   | 5 | 4  | 0 | 1 | 42 | 35 | +7  | 12 |
| Montenegró    | 5 | 3  | 1 | 1 | 60 | 38 | +22 | 10 |
| Románia       | 5 | 2  | 1 | 2 | 46 | 48 | –2  | 7  |
| Spanyolország | 5 | 1  | 0 | 4 | 41 | 40 | +1  | 3  |
| Törökország   | 5 | 0  | 0 | 5 | 21 | 71 | –50 | 0  |

| 1. mérkőzés 2010. augusztus 29. 10:00 | Törökország                        | 6–12        | Románia                                                           | Játékvezetők: Nikalaos Stavropoulos (GRE), Ursula Wengenroth (SUI) |
| 1. mérkőzés 2010. augusztus 29. 10:00 | (2–3, 2–3, 1–4, 1–2)               |             |                                                                   | Játékvezetők: Nikalaos Stavropoulos (GRE), Ursula Wengenroth (SUI) |
| 1. mérkőzés 2010. augusztus 29. 10:00 | Cagatay 3, Beskardesler 2, Guven 1 | Jegyzőkönyv | Radu 4, Diaconu, Busila 2–2, Chioveanu, Negrean, Iosep, Kádár 1–1 | Játékvezetők: Nikalaos Stavropoulos (GRE), Ursula Wengenroth (SUI) |

| 5. mérkőzés 2010. augusztus 29. 18:00 | Olaszország                               | 7–6         | Spanyolország                                       | Játékvezetők: Boris Margeta (SLO), Juhász György (HUN) |
| 5. mérkőzés 2010. augusztus 29. 18:00 | (3–1, 0–1, 2–1, 2–3)                      |             |                                                     | Játékvezetők: Boris Margeta (SLO), Juhász György (HUN) |
| 5. mérkőzés 2010. augusztus 29. 18:00 | Felugo, Presciutti, Aicardi 2–2, Luongo 1 | Jegyzőkönyv | Espanol 2, Minguell, Vallès, Mallarach, X. García 1 | Játékvezetők: Boris Margeta (SLO), Juhász György (HUN) |

| 6. mérkőzés 2010. augusztus 29. 20:40 | Montenegró                                                                  | 11–9        | Horvátország                                                      | Játékvezetők: Sergei Naumov (RUS), Mark Levin (ISR) |
| 6. mérkőzés 2010. augusztus 29. 20:40 | (1–3, 6–2, 1–3, 3–1)                                                        |             |                                                                   | Játékvezetők: Sergei Naumov (RUS), Mark Levin (ISR) |
| 6. mérkőzés 2010. augusztus 29. 20:40 | N. Janović, Ivović, Zloković, Jokić 2–2, Vukcevic, M. Janović, Gojković 1–1 | Jegyzőkönyv | Buslje, Boskovic 2–2, Burić, Joković, Karac, Barac, Obradović 1–1 | Játékvezetők: Sergei Naumov (RUS), Mark Levin (ISR) |

| 7. mérkőzés 2010. augusztus 30. 11:30 | Spanyolország                                                         | 10–11       | Románia                                           | Játékvezetők: Nebojsa Stajkovic (MKD), Jürgen Hausche (GER) |
| 7. mérkőzés 2010. augusztus 30. 11:30 | (1–2, 2–3, 5–3, 2–3)                                                  |             |                                                   | Játékvezetők: Nebojsa Stajkovic (MKD), Jürgen Hausche (GER) |
| 7. mérkőzés 2010. augusztus 30. 11:30 | Molina, Vallès, X. García 2–2, Garcia, Minguell, Espanol, Perrone 1–1 | Jegyzőkönyv | Matei, Georgescu 3–3, Radu, Ghiban 2–2, Negrean 1 | Játékvezetők: Nebojsa Stajkovic (MKD), Jürgen Hausche (GER) |

| 8. mérkőzés 2010. augusztus 30. 13:00 | Olaszország                                                                | 11–10       | Montenegró                                                      | Játékvezetők: Kun György (HUN), Georgios Stravridis (GRE) |
| 8. mérkőzés 2010. augusztus 30. 13:00 | (3–2, 3–4, 3–3, 2–1)                                                       |             |                                                                 | Játékvezetők: Kun György (HUN), Georgios Stravridis (GRE) |
| 8. mérkőzés 2010. augusztus 30. 13:00 | Felugo 3, Luongo, Figlioli 2–2, Gitto, Presciutti, Fiorentini, Aicardi 1–1 | Jegyzőkönyv | M. Janović 5, Petrović, N. Janović, Ivović, Gojković, Jokić 1–1 | Játékvezetők: Kun György (HUN), Georgios Stravridis (GRE) |

| 12. mérkőzés 2010. augusztus 30. 20:40 | Horvátország                                                                             | 16–3        | Törökország                | Játékvezetők: Mihailo Ciric (SRB), Axel Bender (GER) |
| 12. mérkőzés 2010. augusztus 30. 20:40 | (3–2, 4–1, 6–0, 3–0)                                                                     |             |                            | Játékvezetők: Mihailo Ciric (SRB), Axel Bender (GER) |
| 12. mérkőzés 2010. augusztus 30. 20:40 | Dobud 4, Muslim 3, Joković, Sukno 2–2, Boskovic, Barac, Hinic, Obradović, Buljubasic 1–1 | Jegyzőkönyv | Okman, Cagatay, Hantal 1–1 | Játékvezetők: Mihailo Ciric (SRB), Axel Bender (GER) |

| 14. mérkőzés 2010. szeptember 1. 11:30 | Törökország                 | 4–9         | Olaszország                                         | Játékvezetők: Mark Levin (ISR), Kun György (HUN) |
| 14. mérkőzés 2010. szeptember 1. 11:30 | (1–2, 1–1, 1–4, 1–2)        |             |                                                     | Játékvezetők: Mark Levin (ISR), Kun György (HUN) |
| 14. mérkőzés 2010. szeptember 1. 11:30 | Okman 2, Coskun, Hantal 1–1 | Jegyzőkönyv | Gallo 4, Deserti 2, Gitto, Figlioli, Presciutti 1–1 | Játékvezetők: Mark Levin (ISR), Kun György (HUN) |

| 17. mérkőzés 2010. szeptember 1. 18:00 | Románia                                              | 7–13        | Horvátország                                                   | Játékvezetők: Georgios Stravridis (GRE), Juhász György (HUN) |
| 17. mérkőzés 2010. szeptember 1. 18:00 | (4–3, 1–3, 1–4, 1–3)                                 |             |                                                                | Játékvezetők: Georgios Stravridis (GRE), Juhász György (HUN) |
| 17. mérkőzés 2010. szeptember 1. 18:00 | Radu, Iosep 2–2, Guiman Matei, Georgescu, Ghiban 1–1 | Jegyzőkönyv | Buslje 6, Boskovic 2, Burić, Dobud, Joković, Muslim, Karac 1–1 | Játékvezetők: Georgios Stravridis (GRE), Juhász György (HUN) |

| 18. mérkőzés 2010. szeptember 1. 20:40 | Montenegró                                           | 8–7         | Spanyolország                           | Játékvezetők: Sergei Naumov (RUS), Anton Bervoets (NED) |
| 18. mérkőzés 2010. szeptember 1. 20:40 | (3–2, 2–2, 2–2, 1–1)                                 |             |                                         | Játékvezetők: Sergei Naumov (RUS), Anton Bervoets (NED) |
| 18. mérkőzés 2010. szeptember 1. 20:40 | Janović, Zloković, Jokić 2–2, Vukcevic, Gojković 1–1 | Jegyzőkönyv | Perrone, Vallès, Molina 2–2, Minguell 1 | Játékvezetők: Sergei Naumov (RUS), Anton Bervoets (NED) |

| 20. mérkőzés 2010. szeptember 3. 11:30 | Montenegró                                                                              | 22–2        | Törökország       | Játékvezetők: Sergio Borrell (ESP), Svetlana Dreval (RUS) |
| 20. mérkőzés 2010. szeptember 3. 11:30 | (5–1, 6–0, 5–0, 6–1)                                                                    |             |                   | Játékvezetők: Sergio Borrell (ESP), Svetlana Dreval (RUS) |
| 20. mérkőzés 2010. szeptember 3. 11:30 | M. Janović, Ivović, Zloković 4–4, Danilovic 3, Vukcevic, Janović, Jokić 2–2, Petrović 1 | Jegyzőkönyv | Gunkut, Guven 1–1 | Játékvezetők: Sergio Borrell (ESP), Svetlana Dreval (RUS) |

| 23. mérkőzés 2010. szeptember 3. 18:00 | Olaszország                                                           | 10–7        | Románia                                     | Játékvezetők: Sergei Naumov (RUS), Nikalaos Stavropoulos (GRE) |
| 23. mérkőzés 2010. szeptember 3. 18:00 | (4–2, 1–1, 2–1, 3–3)                                                  |             |                                             | Játékvezetők: Sergei Naumov (RUS), Nikalaos Stavropoulos (GRE) |
| 23. mérkőzés 2010. szeptember 3. 18:00 | Figlioli 3, Giacoppo 2, Luongo, Gitto, Gallo, Presciutti, Deserti 1–1 | Jegyzőkönyv | Radu 3, Negrean, Diaconu, Iosep, Busila 1–1 | Játékvezetők: Sergei Naumov (RUS), Nikalaos Stavropoulos (GRE) |

| 24. mérkőzés 2010. szeptember 3. 20:40 | Spanyolország                                | 6–8         | Horvátország                                           | Játékvezetők: Boris Margeta (SLO), Mark Levin (ISR) |
| 24. mérkőzés 2010. szeptember 3. 20:40 | (1–2, 0–1, 2–1, 3–4)                         |             |                                                        | Játékvezetők: Boris Margeta (SLO), Mark Levin (ISR) |
| 24. mérkőzés 2010. szeptember 3. 20:40 | Molina, X. García 2–2, Minguell, Perrone 1–1 | Jegyzőkönyv | Muslim, Barac 2–2, Burić, Boskovic, Joković, Sukno 1–1 | Játékvezetők: Boris Margeta (SLO), Mark Levin (ISR) |

| 27. mérkőzés 2010. szeptember 5. 13:00 | Törökország                     | 6–12        | Spanyolország                                                          | Játékvezetők: Svetlana Dreval (RUS), Anton Bervoets (NED) |
| 27. mérkőzés 2010. szeptember 5. 13:00 | (2–5, 3–1, 0–4, 1–2)            |             |                                                                        | Játékvezetők: Svetlana Dreval (RUS), Anton Bervoets (NED) |
| 27. mérkőzés 2010. szeptember 5. 13:00 | Okman, Hantal, Beskardesler 2–2 | Jegyzőkönyv | Gallego 3, Martin, Molina, García 2–2, Sziranyi, Minguell, Perrone 1–1 | Játékvezetők: Svetlana Dreval (RUS), Anton Bervoets (NED) |

| 29. mérkőzés 2010. szeptember 5. 18:00 | Románia                                                     | 9–9         | Montenegró                                                          | Játékvezetők: Georgios Stravridis (GRE), Sergei Naumov (RUS) |
| 29. mérkőzés 2010. szeptember 5. 18:00 | (3–3, 1–3, 4–1, 1–2)                                        |             |                                                                     | Játékvezetők: Georgios Stravridis (GRE), Sergei Naumov (RUS) |
| 29. mérkőzés 2010. szeptember 5. 18:00 | Iosep 3, Radu 2, Negrean, Diaconu, Busila, Matei Guiman 1–1 | Jegyzőkönyv | N. Janović, Zloković, Gojković 2–2, Danilovic, Vukcevic, Ivović 1–1 | Játékvezetők: Georgios Stravridis (GRE), Sergei Naumov (RUS) |

| 30. mérkőzés 2010. szeptember 5. 20:40 | Olaszország                             | 5–8         | Horvátország                                    | Játékvezetők: Erhan Tulga (TUR), Mark Levin (ISR) |
| 30. mérkőzés 2010. szeptember 5. 20:40 | (2–3, 2–1, 1–4, 0–0)                    |             |                                                 | Játékvezetők: Erhan Tulga (TUR), Mark Levin (ISR) |
| 30. mérkőzés 2010. szeptember 5. 20:40 | Felugo 2, Luongo, Gallo, Presciutti 1–1 | Jegyzőkönyv | Sukno 3, Muslim 2, Boskovic, Dobud, Joković 1–1 | Játékvezetők: Erhan Tulga (TUR), Mark Levin (ISR) |

#### B csoport
| Csapat       | M | Gy | D | V | G+ | G– | Gk  | P  |
| ------------ | - | -- | - | - | -- | -- | --- | -- |
| Magyarország | 5 | 4  | 1 | 0 | 40 | 28 | +12 | 13 |
| Szerbia      | 5 | 4  | 0 | 1 | 71 | 36 | +35 | 12 |
| Németország  | 5 | 3  | 0 | 2 | 32 | 45 | –13 | 9  |
| Görögország  | 5 | 1  | 1 | 3 | 26 | 31 | –5  | 4  |
| Macedónia    | 5 | 1  | 0 | 4 | 35 | 53 | –18 | 3  |
| Oroszország  | 5 | 1  | 0 | 4 | 42 | 53 | –11 | 3  |

- Azonos pontszám esetén az egymás elleni eredmény döntött.

| 2. mérkőzés 2010. augusztus 29. 11:30 | Oroszország                                                  | 9–10        | Macedónia                                           | Játékvezetők: Stefano Riccitelli (ITA), Mihai Simion (ROU) |
| 2. mérkőzés 2010. augusztus 29. 11:30 | (3–3, 2–2, 2–1, 2–4)                                         |             |                                                     | Játékvezetők: Stefano Riccitelli (ITA), Mihai Simion (ROU) |
| 2. mérkőzés 2010. augusztus 29. 11:30 | Yurchik 3, Stratan 2, Basik, Khalturin, Zakirov, Lisunov 1–1 | Jegyzőkönyv | Vuksanovic 3 Ivovic, Brkic, Petrovic 2–2 Racunica 1 | Játékvezetők: Stefano Riccitelli (ITA), Mihai Simion (ROU) |

| 3. mérkőzés 2010. augusztus 29. 13:00 | Magyarország                                                       | 10–8        | Németország                                       | Játékvezetők: Andrej Franulovic (CRO), Mario Brguljan (MNE) |
| 3. mérkőzés 2010. augusztus 29. 13:00 | (3–3, 3–1, 3–1, 1–3)                                               |             |                                                   | Játékvezetők: Andrej Franulovic (CRO), Mario Brguljan (MNE) |
| 3. mérkőzés 2010. augusztus 29. 13:00 | Biros 4, Madaras, Hosnyánszky, Varga Dá., Szivós, Vámos, Hárai 1–1 | Jegyzőkönyv | Kreuzmann, Rössing, Öler 2–2, Bukowski, Stamm 1–1 | Játékvezetők: Andrej Franulovic (CRO), Mario Brguljan (MNE) |

| 4. mérkőzés 2010. augusztus 29. 16:30 | Szerbia                                                                    | 13–5        | Görögország                                              | Játékvezetők: Francesc Xavier Buch (ESP), Anton Bervoets (NED) |
| 4. mérkőzés 2010. augusztus 29. 16:30 | (2–1, 4–2, 3–1, 4–1)                                                       |             |                                                          | Játékvezetők: Francesc Xavier Buch (ESP), Anton Bervoets (NED) |
| 4. mérkőzés 2010. augusztus 29. 16:30 | Udovičić 4, Nikić 3, Prlainovic 2, Gocic, Pijetlovic, Raden, Filipovic 1–1 | Jegyzőkönyv | Papadogkonas, Miralis, Delakas, Afroudakis, Mourikis 1–1 | Játékvezetők: Francesc Xavier Buch (ESP), Anton Bervoets (NED) |

| 7. mérkőzés 2010. augusztus 30. 10:00 | Németország                             | 7–6         | Oroszország                                     | Játékvezetők: Filippo Gomez (ITA), Miroslav Vlasic (CRO) |
| 7. mérkőzés 2010. augusztus 30. 10:00 | (2–0, 1–3, 2–2, 2–1)                    |             |                                                 | Játékvezetők: Filippo Gomez (ITA), Miroslav Vlasic (CRO) |
| 7. mérkőzés 2010. augusztus 30. 10:00 | Öler 3, Politze 2, Stamm, Kreuzmann 1–1 | Jegyzőkönyv | Khalturin, Stratan 2–2, Novoksenov, Agarkov 1–1 | Játékvezetők: Filippo Gomez (ITA), Miroslav Vlasic (CRO) |

| 10. mérkőzés 2010. augusztus 30. 16:30 | Szerbia                               | 6–9         | Magyarország                                                | Játékvezetők: Sergio Borrell (ESP), Erhan Tulga (TUR) |
| 10. mérkőzés 2010. augusztus 30. 16:30 | (1–2, 2–1, 0–4, 3–2)                  |             |                                                             | Játékvezetők: Sergio Borrell (ESP), Erhan Tulga (TUR) |
| 10. mérkőzés 2010. augusztus 30. 16:30 | Filipovic 3, Udovičić 2, Prlainovic 1 | Jegyzőkönyv | Madaras 3, Kis 2, Hosnyánszky, Szivós, Varga Dá., Biros 1–1 | Játékvezetők: Sergio Borrell (ESP), Erhan Tulga (TUR) |

| 11. mérkőzés 2010. augusztus 30. 18:00 | Görögország                                                                                  | 10–5        | Macedónia                                            | Játékvezetők: Mark Levin (ISR), Pierre Bonnay (FRA) |
| 11. mérkőzés 2010. augusztus 30. 18:00 | (2–2, 4–1, 0–1, 4–1)                                                                         |             |                                                      | Játékvezetők: Mark Levin (ISR), Pierre Bonnay (FRA) |
| 11. mérkőzés 2010. augusztus 30. 18:00 | Miralis, Mourikis 2–2, Mylonakis, Papadogkonas, Delakas, Afroudakis, Ntoskas, Miteloudis 1–1 | Jegyzőkönyv | Vuksanovic, Bosancic, Kreckovic, Brkic, Latkovic 1–1 | Játékvezetők: Mark Levin (ISR), Pierre Bonnay (FRA) |

| 13. mérkőzés 2010. szeptember 1. 10:00 | Oroszország                                                                        | 10–16       | Szerbia                                                                                  | Játékvezetők: Filippo Gomez (ITA), Miroslav Vlasic (CRO) |
| 13. mérkőzés 2010. szeptember 1. 10:00 | (2–7, 3–3, 1–1, 4–5)                                                               |             |                                                                                          | Játékvezetők: Filippo Gomez (ITA), Miroslav Vlasic (CRO) |
| 13. mérkőzés 2010. szeptember 1. 10:00 | Stratan 3, Ryzhov-Alenichev 2, Zheltovskiy, Antipov, Zakirov, Lisunov, Agarkov 1–1 | Jegyzőkönyv | Pijetlovic, Nikić 3–3, Gocic, Aleksić, Filipovic, Prlainovic 2–2, Vapenski, Mitrović 1–1 | Játékvezetők: Filippo Gomez (ITA), Miroslav Vlasic (CRO) |

| 15. mérkőzés 2010. szeptember 1. 13:00 | Macedónia                                       | 7–8         | Németország                                   | Játékvezetők: Erhan Tulga (TUR), Andrej Franulovic (CRO) |
| 15. mérkőzés 2010. szeptember 1. 13:00 | (1–3, 1–3, 4–2, 1–0)                            |             |                                               | Játékvezetők: Erhan Tulga (TUR), Andrej Franulovic (CRO) |
| 15. mérkőzés 2010. szeptember 1. 13:00 | Delas 3, Racunica, Vuksanovic, Brkic, Benic 1–1 | Jegyzőkönyv | Politze, Kreuzmann, Öler 2–2, Real, Stamm 1–1 | Játékvezetők: Erhan Tulga (TUR), Andrej Franulovic (CRO) |

| 16. mérkőzés 2010. szeptember 1. 16:30 | Magyarország                                   | 6–6         | Görögország                                              | Játékvezetők: Stefano Riccitelli (ITA), Boris Margeta (SLO) |
| 16. mérkőzés 2010. szeptember 1. 16:30 | (0–3, 1–0, 3–2, 2–1)                           |             |                                                          | Játékvezetők: Stefano Riccitelli (ITA), Boris Margeta (SLO) |
| 16. mérkőzés 2010. szeptember 1. 16:30 | Varga Dá., Biros 2–2, Madaras, Hosnyánszky 1–1 | Jegyzőkönyv | Afroudakis 2, Miralis, Delakas, Fountoulis, Mourikis 1–1 | Játékvezetők: Stefano Riccitelli (ITA), Boris Margeta (SLO) |

| 19. mérkőzés 2010. szeptember 3. 10:00 | Szerbia                                                                  | 19–9        | Macedónia                                              | Játékvezetők: Pierre Bonnay (FRA), Filippo Gomez (ITA) |
| 19. mérkőzés 2010. szeptember 3. 10:00 | (4–0, 2–1, 7–2, 6–6)                                                     |             |                                                        | Játékvezetők: Pierre Bonnay (FRA), Filippo Gomez (ITA) |
| 19. mérkőzés 2010. szeptember 3. 10:00 | Prlainovic 5, Udovičić, Pijetlovic 4–4, Mitrović 3, Avramović 2, Gocic 1 | Jegyzőkönyv | Delas 3, Latkovic, Benic 2–2, Racunica, Vuksanovic 1–1 | Játékvezetők: Pierre Bonnay (FRA), Filippo Gomez (ITA) |

| 21. mérkőzés 2010. szeptember 3. 13:00 | Magyarország                                                                    | 14–10       | Oroszország                                                                  | Játékvezetők: Andrej Franulovic (CRO), Francesc Xavier Buch (ESP) |
| 21. mérkőzés 2010. szeptember 3. 13:00 | (5–3, 3–3, 3–1, 3–3)                                                            |             |                                                                              | Játékvezetők: Andrej Franulovic (CRO), Francesc Xavier Buch (ESP) |
| 21. mérkőzés 2010. szeptember 3. 13:00 | Varga Dé. 4, Biros 3, Kis 2, Török, Madaras, Hosnyánszky, Szivós, Varga Dá. 1–1 | Jegyzőkönyv | Yurchik 4, Zheltovskiy, Khalturin, Stratan, Novoksenov, Zakirov, Lisunov 1–1 | Játékvezetők: Andrej Franulovic (CRO), Francesc Xavier Buch (ESP) |

| 22. mérkőzés 2010. szeptember 3. 16:30 | Görögország                                         | 5–6         | Németország                     | Játékvezetők: Erhan Tulga (TUR), Mario Brguljan (MNE) |
| 22. mérkőzés 2010. szeptember 3. 16:30 | (0–2, 1–1, 2–2, 2–1)                                |             |                                 | Játékvezetők: Erhan Tulga (TUR), Mario Brguljan (MNE) |
| 22. mérkőzés 2010. szeptember 3. 16:30 | Mylonakis 2, Papadogkonas, Afroudakis, Kolomvos 1–1 | Jegyzőkönyv | Politze 3, Kreuzmann 2, Stamm 1 | Játékvezetők: Erhan Tulga (TUR), Mario Brguljan (MNE) |

| 25. mérkőzés 2010. szeptember 5. 10:00 | Szerbia                                                                                         | 17–3        | Németország           | Játékvezetők: Francesc Xavier Buch (ESP), Nikalaos Stavropoulos (GRE) |
| 25. mérkőzés 2010. szeptember 5. 10:00 | (4–2, 5–0, 2–0, 6–1)                                                                            |             |                       | Játékvezetők: Francesc Xavier Buch (ESP), Nikalaos Stavropoulos (GRE) |
| 25. mérkőzés 2010. szeptember 5. 10:00 | Udovičić, Filipovic 3–3, Vapenski, Gocic, Nikić, Raden 2–2, Pijetlovic, Aleksić, Prlainovic 1–1 | Jegyzőkönyv | Real, Stamm, Öler 1–1 | Játékvezetők: Francesc Xavier Buch (ESP), Nikalaos Stavropoulos (GRE) |

| 26. mérkőzés 2010. szeptember 5. 11:30 | Oroszország                                     | 7–6         | Görögország                                  | Játékvezetők: Filippo Gomez (ITA), Kun György (HUN) |
| 26. mérkőzés 2010. szeptember 5. 11:30 | (3–2, 0–0, 2–3, 2–1)                            |             |                                              | Játékvezetők: Filippo Gomez (ITA), Kun György (HUN) |
| 26. mérkőzés 2010. szeptember 5. 11:30 | Agarkov 3, Khalturin 2, Antipov, Novoksenov 1–1 | Jegyzőkönyv | Miralis 3, Afroudakis, Ntoskas, Kolomvos 1–1 | Játékvezetők: Filippo Gomez (ITA), Kun György (HUN) |

| 28. mérkőzés 2010. szeptember 5. 16:30 | Magyarország                                | 7–4         | Macedónia                             | Játékvezetők: Mario Brguljan (MNE), Jürgen Hausche (GER) |
| 28. mérkőzés 2010. szeptember 5. 16:30 | (2–0, 2–4, 0–0, 3–0)                        |             |                                       | Játékvezetők: Mario Brguljan (MNE), Jürgen Hausche (GER) |
| 28. mérkőzés 2010. szeptember 5. 16:30 | Varga Dé. 3, Varga Dá. 2, Hárai, Szivós 1–1 | Jegyzőkönyv | Vuksanovic 2, Kreckovic, Dimovski 1–1 | Játékvezetők: Mario Brguljan (MNE), Jürgen Hausche (GER) |

### Rájátszás
|  |               |               |               |               |               |               |                |              |             |             |                |                |                |
|  | Negyeddöntők  | Negyeddöntők  | Negyeddöntők  |               |               | Elődöntők     | Elődöntők      | Elődöntők    |             |             | Döntő          | Döntő          | Döntő          |
|  | Negyeddöntők  | Negyeddöntők  | Negyeddöntők  |               |               | Elődöntők     | Elődöntők      | Elődöntők    |             |             | Döntő          | Döntő          | Döntő          |
|  | szeptember 7. | szeptember 7. | szeptember 7. | szeptember 9. | szeptember 9. | szeptember 9. |                |              |             |             |                |                |                |
|  | szeptember 7. | szeptember 7. | szeptember 7. | szeptember 9. | szeptember 9. | szeptember 9. |                |              |             |             |                |                |                |
|  | B2            | Szerbia       | 6             | A1            | Horvátország  | 10            |                |              |             |             |                |                |                |
|  | B2            | Szerbia       | 6             | A1            | Horvátország  | 10            |                |              |             |             |                |                |                |
|  | A3            | Montenegró    | 5             |               |               |               | Szerbia        | 9            |             |             | szeptember 11. | szeptember 11. | szeptember 11. |
|  | A3            | Montenegró    | 5             |               |               |               | Szerbia        | 9            |             |             | szeptember 11. | szeptember 11. | szeptember 11. |
|  |               |               |               |               |               |               | Horvátország   | Horvátország | 7           |             |                |                |                |
|  |               |               |               |               |               |               | Horvátország   | Horvátország | 7           |             |                |                |                |
|  | szeptember 7. | szeptember 7. | szeptember 7. | szeptember 9. | szeptember 9. | szeptember 9. |                |              | Olaszország | Olaszország | 3              |                |                |
|  | szeptember 7. | szeptember 7. | szeptember 7. | szeptember 9. | szeptember 9. | szeptember 9. |                |              | Olaszország | Olaszország | 3              |                |                |
|  | A2            | Olaszország   | 6             | B1            | Magyarország  | 8             |                |              |             |             |                |                |                |
|  | A2            | Olaszország   | 6             | B1            | Magyarország  | 8             |                |              |             |             |                |                |                |
|  | B3            | Németország   | 2             |               |               |               | Olaszország    | 10           |             |             | Bronzmérkőzés  | Bronzmérkőzés  | Bronzmérkőzés  |
|  | B3            | Németország   | 2             |               |               |               | Olaszország    | 10           |             |             | Bronzmérkőzés  | Bronzmérkőzés  | Bronzmérkőzés  |
|  |               |               |               |               |               |               | szeptember 11. |              |             |             |                |                |                |
|  |               |               |               |               |               |               |                |              |             |             |                |                |                |
|  |               |               |               | Szerbia       | Szerbia       | 10            |                |              |             |             |                |                |                |
|  |               |               |               | Szerbia       | Szerbia       | 10            |                |              |             |             |                |                |                |
|  |               |               |               | Magyarország  | Magyarország  | 8             |                |              |             |             |                |                |                |
|  |               |               |               | Magyarország  | Magyarország  | 8             |                |              |             |             |                |                |                |
|  |               |               |               |               |               |               |                |              |             |             |                |                |                |

#### A 10 közé jutásért
| 31. mérkőzés 2010. szeptember 7. 13:00 | Spanyolország                                      | 9–6         | Oroszország          | Játékvezetők: Mark Levin (ISR), Mihai Simion (ROU) |
| 31. mérkőzés 2010. szeptember 7. 13:00 | (3–0, 2–1, 2–5, 2–0)                               |             |                      | Játékvezetők: Mark Levin (ISR), Mihai Simion (ROU) |
| 31. mérkőzés 2010. szeptember 7. 13:00 | Molina 3, Gallego, García 2–2, Vallès, Perrone 1–1 | Jegyzőkönyv | Lisunov 4, Zakirov 2 | Játékvezetők: Mark Levin (ISR), Mihai Simion (ROU) |

| 32. mérkőzés 2010. szeptember 7. 15:00 | Törökország                                           | 9–6         | Macedónia                              | Játékvezetők: Pierre Bonnay (FRA), Juhász György (HUN) |
| 32. mérkőzés 2010. szeptember 7. 15:00 | (2–0, 1–2, 3–3, 3–1)                                  |             |                                        | Játékvezetők: Pierre Bonnay (FRA), Juhász György (HUN) |
| 32. mérkőzés 2010. szeptember 7. 15:00 | Okman 3, Cagatay, Hantal 2–2, Beskardesler, Guven 1–1 | Jegyzőkönyv | Brkic 3, Racunica, Bosancic, Benic 1–1 | Játékvezetők: Pierre Bonnay (FRA), Juhász György (HUN) |

#### A 4 közé jutásért
| 33. mérkőzés 2010. szeptember 7. 17:45 | Olaszország                                        | 6–2         | Németország        | Játékvezetők: Sergio Borrell (ESP), Georgios Stravridis (GRE) |
| 33. mérkőzés 2010. szeptember 7. 17:45 | (2–1, 2–1, 1–0, 1–0)                               |             |                    | Játékvezetők: Sergio Borrell (ESP), Georgios Stravridis (GRE) |
| 33. mérkőzés 2010. szeptember 7. 17:45 | Figlioli 2, Luongo, Gallo, Presciutti, Aicardi 1–1 | Jegyzőkönyv | Bukowski, Öler 1–1 | Játékvezetők: Sergio Borrell (ESP), Georgios Stravridis (GRE) |

| 34. mérkőzés 2010. szeptember 7. 20:40 | Montenegró                                | 5–6         | Szerbia                             | Játékvezetők: Boris Margeta (SLO), Erhan Tulga (TUR) |
| 34. mérkőzés 2010. szeptember 7. 20:40 | (2–1, 1–1, 1–2, 1–2)                      |             |                                     | Játékvezetők: Boris Margeta (SLO), Erhan Tulga (TUR) |
| 34. mérkőzés 2010. szeptember 7. 20:40 | Janović 2, Vukcevic, Ivović, Gojković 1–1 | Jegyzőkönyv | Udovičić 4, Avramović, Prlainovic 1 | Játékvezetők: Boris Margeta (SLO), Erhan Tulga (TUR) |

#### A 7–10. helyért
| 36. mérkőzés 2010. szeptember 9. 12:00 | Spanyolország                                                                              | 12–11 (h. u.) | Görögország                                                            | Játékvezetők: Ciric Mihailo (SRB), Jürgen Hausche (GER) |
| 36. mérkőzés 2010. szeptember 9. 12:00 | (2–3, 3–1, 3–3, 2–3, 1–1, 1–0)                                                             |               |                                                                        | Játékvezetők: Ciric Mihailo (SRB), Jürgen Hausche (GER) |
| 36. mérkőzés 2010. szeptember 9. 12:00 | X. García 3, Molina 2, M. Garcia, Martin, Sziranyi, Minguell, Espanol, Vallès, Perrone 1–1 | Jegyzőkönyv   | Miralis 3, Delakas, Ntoskas, Mourikis 2–2, Mylonakis, Papadogkonas 1–1 | Játékvezetők: Ciric Mihailo (SRB), Jürgen Hausche (GER) |

| 37. mérkőzés 2010. szeptember 9. 14:00 | Törökország                                      | 8–15        | Románia                                                                        | Játékvezetők: Mark Levin (ISR), Georgios Stravridis (GRE) |
| 37. mérkőzés 2010. szeptember 9. 14:00 | (2–3, 0–6, 3–2, 3–4)                             |             |                                                                                | Játékvezetők: Mark Levin (ISR), Georgios Stravridis (GRE) |
| 37. mérkőzés 2010. szeptember 9. 14:00 | Hantal 3, Gunkut 2, Balta, Hakyemez, Cagatay 1–1 | Jegyzőkönyv | Georgescu 5, Iosep, Busila, Matei Guiman 2–2, Radu, Negrean, Cretu, Ghiban 1–1 | Játékvezetők: Mark Levin (ISR), Georgios Stravridis (GRE) |

#### Elődöntők
| 38. mérkőzés 2010. szeptember 9. 17:45 | Szerbia                                                              | 9–10        | Horvátország                                          | Játékvezetők: Sergei Naumov (RUS), Sergio Borrell (ESP) |
| 38. mérkőzés 2010. szeptember 9. 17:45 | (1–2, 4–4, 2–2, 2–2)                                                 |             |                                                       | Játékvezetők: Sergei Naumov (RUS), Sergio Borrell (ESP) |
| 38. mérkőzés 2010. szeptember 9. 17:45 | Gocic 3, Udovičić, Pijetlovic, Nikić, Raden, Filipovic, Mitrović 1–1 | Jegyzőkönyv | Burić, Boskovic 3–3, Joković 2, Muslim, Obradović 1–1 | Játékvezetők: Sergei Naumov (RUS), Sergio Borrell (ESP) |

| 39. mérkőzés 2010. szeptember 9. 20:40 | Olaszország                                                    | 10–8        | Magyarország                                         | Játékvezetők: Boris Margeta (SLO), Francesc Xavier Buch (ESP) |
| 39. mérkőzés 2010. szeptember 9. 20:40 | (2–0, 2–3, 4–3, 2–2)                                           |             |                                                      | Játékvezetők: Boris Margeta (SLO), Francesc Xavier Buch (ESP) |
| 39. mérkőzés 2010. szeptember 9. 20:40 | Figlioli 3, Gallo, Gitto 2–2, Presciutti, Luongo, Giacoppo 1–1 | Jegyzőkönyv | Madaras 3, Szivós 2, Varga Dá., Kis, Hosnyánszky 1–1 | Játékvezetők: Boris Margeta (SLO), Francesc Xavier Buch (ESP) |

#### A 11. helyért
| 35. mérkőzés 2010. szeptember 9. 10:00 | Oroszország                               | 5–4         | Macedónia                        | Játékvezetők: Nikalaos Stavropoulos (GRE), Miroslav Vlasic (CRO) |
| 35. mérkőzés 2010. szeptember 9. 10:00 | (1–2, 2–0, 1–0, 1–2)                      |             |                                  | Játékvezetők: Nikalaos Stavropoulos (GRE), Miroslav Vlasic (CRO) |
| 35. mérkőzés 2010. szeptember 9. 10:00 | Novoksenov 2, Basik, Stratan, Lisunov 1–1 | Jegyzőkönyv | Benic 2, Vuksanovic 1, Brkic 1–1 | Játékvezetők: Nikalaos Stavropoulos (GRE), Miroslav Vlasic (CRO) |

#### A 9. helyért
| 40. mérkőzés 2010. szeptember 10. 10:00 | Görögország                                                                                    | 10–7        | Törökország                       | Játékvezetők: Axel Bender (GER), Andrej Franulovic (CRO) |
| 40. mérkőzés 2010. szeptember 10. 10:00 | (4–2, 2–2, 1–1, 3–2)                                                                           |             |                                   | Játékvezetők: Axel Bender (GER), Andrej Franulovic (CRO) |
| 40. mérkőzés 2010. szeptember 10. 10:00 | Gounas 2, Mylonakis, Miralis, Delakas, Fountoulis, Afroudakis, Ntoskas, Mourikis, Kolomvos 1–1 | Jegyzőkönyv | Okman 3, Hantal, Beskardesler 2–2 | Játékvezetők: Axel Bender (GER), Andrej Franulovic (CRO) |

#### A 7. helyért
| 41. mérkőzés 2010. szeptember 10. 12:00 | Spanyolország                                       | 7–8         | Románia                                     | Játékvezetők: Nebojsa Stajkovic (MKD), Anton Bervoets (NED) |
| 41. mérkőzés 2010. szeptember 10. 12:00 | (0–0, 3–4, 0–4, 4–0)                                |             |                                             | Játékvezetők: Nebojsa Stajkovic (MKD), Anton Bervoets (NED) |
| 41. mérkőzés 2010. szeptember 10. 12:00 | Molina 3, Martin, Espanol, Mallarach, X. García 1–1 | Jegyzőkönyv | Radu 3, Busila 2, Diaconu, Iosep, Kadar 1–1 | Játékvezetők: Nebojsa Stajkovic (MKD), Anton Bervoets (NED) |

#### Az 5. helyért
| 42. mérkőzés 2010. szeptember 10. 14:00 | Németország                                            | 6–14        | Montenegró                                                                      | Játékvezetők: Kun György (HUN), Mihai Simion (ROU) |
| 42. mérkőzés 2010. szeptember 10. 14:00 | (0–5, 4–3, 1–2, 1–4)                                   |             |                                                                                 | Játékvezetők: Kun György (HUN), Mihai Simion (ROU) |
| 42. mérkőzés 2010. szeptember 10. 14:00 | Stamm 2, Naroska, Politze, Bukowski, Schlotterbeck 1–1 | Jegyzőkönyv | Zloković, Gojković, N. Janović 3–3, Ivović 2, Pasković, Danilovic, M. Janović 1 | Játékvezetők: Kun György (HUN), Mihai Simion (ROU) |

#### Bronzmérkőzés
| 43. mérkőzés 2010. szeptember 11. 17:45 | Szerbia                                                 | 10–8        | Magyarország                                         | Játékvezetők: Filippo Gomez (ITA), Mario Brguljan (MNE) |
| 43. mérkőzés 2010. szeptember 11. 17:45 | (3–1, 2–2, 2–1, 3–4)                                    |             |                                                      | Játékvezetők: Filippo Gomez (ITA), Mario Brguljan (MNE) |
| 43. mérkőzés 2010. szeptember 11. 17:45 | Udovičić, Filipovic 3–3, Raden 2, Prlainovic, Gocic 1–1 | Jegyzőkönyv | Kis, Madaras, Varga Dé. 2–2, Hosnyánszky, Szivós 1–1 | Játékvezetők: Filippo Gomez (ITA), Mario Brguljan (MNE) |

#### Döntő
| 44. mérkőzés 2010. szeptember 11. 20:40 | Horvátország                                            | 7–3         | Olaszország                 | Játékvezetők: Georgios Stravridis (GRE), Erhan Tulga (TUR) |
| 44. mérkőzés 2010. szeptember 11. 20:40 | (2–2, 1–0, 2–0, 2–1)                                    |             |                             | Játékvezetők: Georgios Stravridis (GRE), Erhan Tulga (TUR) |
| 44. mérkőzés 2010. szeptember 11. 20:40 | Boskovic, Buslje 2–2, Joković, Muslim, Sukno, Barac 1–1 | Jegyzőkönyv | Luongo, Figlioli, Gallo 1–1 | Játékvezetők: Georgios Stravridis (GRE), Erhan Tulga (TUR) |

| A 2010-es férfi vízilabda-Európa-bajnokság győztese |
| --------------------------------------------------- |
| · Horvátország · 1. cím                             |

### Végeredmény
| Helyezés | Csapat        | M | Gy | D | V | G+ | G–  | Gk  | P  |
| -------- | ------------- | - | -- | - | - | -- | --- | --- | -- |
| Arany    | Horvátország  | 7 | 6  | 0 | 1 | 71 | 44  | +27 | 18 |
| Ezüst    | Olaszország   | 8 | 6  | 0 | 2 | 61 | 52  | +9  | 18 |
| Bronz    | Szerbia       | 8 | 6  | 0 | 2 | 96 | 59  | +37 | 18 |
| 4.       | Magyarország  | 7 | 4  | 1 | 2 | 56 | 48  | +8  | 13 |
| 5.       | Montenegró    | 7 | 4  | 1 | 2 | 79 | 50  | +29 | 13 |
| 6.       | Németország   | 7 | 3  | 0 | 4 | 40 | 65  | –25 | 9  |
|          |               |   |    |   |   |    |     |     |    |
| 7.       | Románia       | 7 | 4  | 1 | 2 | 69 | 63  | +6  | 13 |
| 8.       | Spanyolország | 8 | 3  | 0 | 5 | 69 | 65  | +4  | 9  |
| 9.       | Görögország   | 7 | 2  | 1 | 4 | 47 | 50  | –3  | 7  |
| 10.      | Törökország   | 8 | 1  | 0 | 7 | 45 | 102 | –57 | 3  |
| 11.      | Oroszország   | 7 | 2  | 0 | 5 | 53 | 66  | –13 | 6  |
| 12.      | Macedónia     | 7 | 1  | 0 | 6 | 45 | 67  | –22 | 3  |